# Nathaniel Philip Rothschild
Pour les autres membres de la famille, voir Famille Rothschild.
Nathaniel Philip Victor James Rothschild, 5e baron Rothschild, né le 12 juillet 1971 à Paddington, est un banquier d'affaires et homme d'affaires canadien, suisse et monténégrin d'origine britannique. Depuis la mort de son père Jacob Rothschild en 2024, il est le cinquième baron Rothschild.